# Församlingskod
Församlingskod, eller LKF-kod, är en sexsiffrig kod som används för att beteckna en församling inom Svenska kyrkan.
Koden användes tidigare även för att identifiera ett valdistrikt i Sverige, men sedan kyrkan frigjorts från staten ingår den nu enbart av historiska skäl i distriktskoden, som tillsammans med länskod och kommunkod bildar valdistriktskoden. Om församlingskoden ändras sker nu inte längre motsvarande ändring i distriktskoden.
I församlingskodens sex siffror betecknar de två första län (länskod), de två följande kommun (kommunkod) och de två sista församlingens nummer inom kommunen. Namnet "LKF-kod" kommer från de tre kodernas begynnelsebokstäver.